# Don d'ovocyte
Pour les articles homonymes, voir Don.
Un don d'ovocyte est un acte fait par une femme consistant à fournir en général plusieurs ovocytes (cellules précurseurs des ovules). C'est la plupart du temps pour une autre personne ou couple qui désire avoir un enfant dans le cadre d'une procréation médicalement assistée (PMA, en particulier un transfert d'embryon), mais aussi pour la recherche sur les cellules souches. Dans le cas d'un don d'ovocytes destinés à la PMA, les ovocytes seront fertilisés en laboratoire, puis fécondés in vitro, avant d'être implantés (transfert d'embryon) dans l'utérus de la commanditaire.

## Histoire
Le premier transfert d'un ovule fécondé d'un humain à un autre et ayant abouti à une grossesse a été signalé en juillet 1983. Par la suite, on a annoncé la première naissance humaine résultant d'un don d'ovocyte le 3 février 1984. Cette intervention a été réalisée au Harbour UCLA Medical Center, sous la direction du Dr John Buster et de la Los Angeles School of Medicine de l'Université de Californie.
Dans cette procédure, un ovule fécondé qui commençait seulement à se développer a été transféré, de la femme chez laquelle il avait été produit par insémination artificielle, à une autre femme qui, 38 semaines plus tard, a donné naissance à l'enfant. Le sperme utilisé pour l'insémination artificielle venait du mari de la femme qui a mis au monde le bébé,.
Le don d'ovocytes et le transfert d'embryons permettent à des femmes stériles ou infertiles de porter un enfant qui deviendra le leur d'un point de vue légal. Dans de nombreux cas, on utilise une mère porteuse, dans l'utérus de laquelle les embryons sont implantés après accord avec les bénéficiaires. Le don d'ovocytes et d'embryons tel qu'il est pratiqué aujourd'hui représente aujourd'hui environ 5 % des naissances en fécondation in vitro enregistrées.
Ce travail a mis en place les bases techniques et le cadre éthico-juridique entourant l'utilisation clinique de l'ovocyte humain et le don d'embryon, pratique clinique qui a encore évolué au cours des 25 dernières années,. Depuis la première naissance en 1984, plus de 47 000 naissances vivantes résultant du transfert d'embryons dont l'ovocyte provient d'une donneuse qui ont été et continuent à être enregistrées par les Centres pour le contrôle et la prévention des maladies (CDC),.
Le don d'ovocyte est accessible selon les pays aux couples hétérosexuels, homosexuels et aux femmes célibataires. La variation de la législation d'une part mais également de la disposition des femmes à donner entraine un tourisme dit procréatif. Certains pays tels que les Etats-Unis rétribuent les donneuses  alors que ces pratiques sont très largement illégales à travers le monde.

## Considérations
- Le prélèvement d'ovocytes (en anglais "oocyte pick up" ou OPU) est un processus douloureux, il se fait donc généralement sous anesthésie générale légère.
- Les ovocytes sont très sensibles à la température. En dessous de 34 °C, on assiste à une démolition du fuseau qui permet la fécondation mais engendre un plus grand nombre d'anomalies.

## Risques

### Risques médicaux pour la donneuse d'ovocytes
Comme dans le cas d'une FIV, des risques de syndrome d'hyperstimulation existent et peuvent induire une rapide prise de poids, des troubles digestifs, et une gêne respiratoire. Les risques de complication chirurgicale liés à la ponction des ovules existent aussi (Anesthésie, infection nosocomiale, hémorragie). Le risque d’une probabilité accrue de cancer du sein chez les personnes ayant subi une stimulation ovarienne afin de ponctionner des ovules est soupçonné à long terme ,.

### Aspects quantitatifs
En France, les dons de sperme et d'ovocytes ne suffisent parfois pas à répondre aux demandes.

## Légalité et pratique par pays

### Grande-Bretagne
La rémunération du don d'ovocytes est passée de 250 à 750 livres sterling en 2011, en raison principalement de la pénurie des donneuses.

### Géorgie
En Géorgie, dès 1997, conformément la loi on permet exercer “le don d'ovocyte ou de sperme, ainsi que la "maternité porteuse"”.
D’après cette loi, la donneuse d'ovocyte ou la mère porteuse n’ont pas le droit à la maternité de l’enfant.

### France
Les dons de gamètes (ovocytes et spermatozoïdes) régis par la loi de bioéthique de 1994 modifiée, sont mis en œuvre dans des Centres d'AMP autorisés pour ces activités. L'actuelle Loi du 6 août 2004, modifiée en 2011, a été suivie par un Décret d’application en octobre 2015,.
Trois conditions sont nécessaires pour pouvoir être donneuse d'ovocytes : il faut être majeur, avoir moins de 38 ans et être en bonne santé. Le don est un acte volontaire et gratuit, toute rémunération du don d’ovocyte est prohibé par la loi. La donneuse bénéficie cependant d’une prise en charge des frais liés à son don (neutralité financière).
Dans la loi bioéthique, l'article précise que toute salariée bénéficie d'un congé quand elle effectue un don d'ovocytes.
En France, il existe des associations comme « les Cigognes de l'Espoir » qui aident les personnes qui souhaitent bénéficier d'un don d'ovocytes.

### Espagne
Le don d’ovocytes est un procédé autorisé par la législation espagnole. Il existe, concrètement, entre autres, trois textes légaux qui réglementent cette pratique.
La loi 14/2006 sur les techniques de procréation médicalement assistée est le cadre juridique qui réglemente les aides que la médecine peut offrir pour résoudre les problèmes de stérilité ou d’infertilité du couple, aussi bien du point de vue médical qu’éthique ou juridique.
Le Décret royal (Real Decreto) 412/1996 est le texte qui développe en détail les conditions requises ainsi que les protocoles d’étude auxquels les donneuses d’ovocytes doivent se soumettre afin d’être admises dans un programme de don.
Le Décret-loi (Decreto-ley) 9/2014, est une loi espagnole qui reprend la régulation européenne en matière de qualité et de sécurité au cours du processus de don.

### Suisse
Le don d'ovocyte en Suisse est interdit. Notes et références
1. ↑  (en) Sandra Blakeslee, « Infertile Woman Has Baby Through Embryo Transfer », The New York Times,‎ 4 février 1984 (lire en ligne, consulté le 5 novembre 2009)
2. ↑  http://www.humc.edu/calendar/careacc.html HUMC - Celebrating 50 Years of Caring
3. 1 2  (en) Otto Friedrich, Anne Constable et Raji Samghabadi, « Medicine: A Legal, Moral, Social Nightmare », Time,‎ 10 septembre 1984 (lire en ligne, consulté le 1er mai 2010)
4. ↑  (en) Claudia Wallis, « The New Origins of Life », Time,‎ 10 septembre 1984 (lire en ligne, consulté le 5 novembre 2009)
5. ↑  (en) Otto Friedrich, Anne Constable et Raji Samghabadi, « Medicine: A Legal, Moral, Social Nightmare », Time,‎ 10 septembre 1984 (lire en ligne, consulté le 1er mai 2010)
6. ↑  http://www.obgmanagement.com/srm/pdf/first_live_birth_donation.pdf
7. ↑  « Home - OBG Management », sur Wikiwix (consulté le 8 octobre 2023).
8. ↑  Rob Stein, N.Y. to Pay for Eggs for Stem Cell Research, Washington Post, 26 juin 2009
9. ↑  Jennifer Schneider, Jennifer Lahl et Wendy Kramer, « Long-term breast cancer risk following ovarian stimulation in young egg donors: a call for follow-up, research and informed consent », Reproductive Biomedicine Online, vol. 34, no 5,‎ mai 2017, p. 480–485 (ISSN 1472-6491, PMID 28473127, DOI 10.1016/j.rbmo.2017.02.003, lire en ligne, consulté le 6 mai 2020)
10. ↑  Agence de biomédecine, « LE DON D’OVOCYTES : MODE D’EMPLOI » (consulté le 6 mai 2020)
11. ↑  Dyer C, Payment to egg donors is to be tripled to remedy shortage, BMJ 2011; 343:d6865
12. ↑  Le texte de la loi de 1994., sur le site legifrance.gouv.fr
13. ↑  Ce que dit la loi, www.dondovocytes.fr, accès le 21 octobre 2015
14. ↑  Julia Pascual, Le don d’ovules étendu aux femmes sans enfants, www.lemonde.fr, 15 octobre 2015, accès le 21 octobre 2015
15. ↑  « Qui peut donner et pour qui ? », sur dondovocytes.fr, janvier 2016 (consulté le 22 mai 2018)
16. ↑  « Ce que dis la loi », sur dondovocytes.fr, janvier 2016 (consulté le 22 mai 2018)
17. ↑  Aline Cheynet de Beaupré, La révision de la loi relative à la bioéthique, (Recueil Dalloz 2011, p. 2217)
18. ↑  article 29 de la loi no 2011-814 du 7 juillet 2011, relative à la bioéthique
19. ↑  « Cigognes de l'Espoir : informations sur l'infertilité, la pma et les dons d'ovocytes », sur www.lescigognesdelespoir.com (consulté le 10 mai 2023)
20. ↑  (es) « BOE-A-2006-9292 Ley 14/2006, de 26 de mayo, sobre técnicas de reproducción… », sur boe.es (consulté le 13 avril 2023).